# Florian Kienzl
Florian Kienzl (* 6. Juli 1894 in Graz; † 1. April 1972 in Berlin) war ein österreichischer Theaterkritiker, Schauspieler, Dramaturg, Regisseur, Übersetzer und Autor von Sachbüchern zu südamerikanischen Themen.

## Leben und Wirken
Florian Kienzl wurde 1894 in Graz als Sohn des Theaterkritikers Hermann Kienzl (1865–1928) geboren. 1907 zog die Familie nach Berlin um. Dort besuchte Kienzl das humanistische Gymnasium. Anschließend studierte er an der Friedrich-Wilhelms-Universität zu Berlin Germanistik, Geschichte und Kunstgeschichte. Eine Erblindung des rechten Auges entband ihn vom Militärdienst. Von 1918 bis 1919 besuchte er die Max-Reinhardt-Schule des Deutschen Theaters.
1919 war seine erste Theaterstation Kiel. Danach war er in Magdeburg engagiert und von 1922 bis 1928 in Berlin. Er wirkte dabei als Schauspieler, Regisseur und Dramatiker. In väterlicher Tradition ging er ab 1928 zur Theaterkritik über. Seine Kritiken wurden von Zeitungen in ganz Deutschland gedruckt.
1933 emigrierte Kienzl nach Südamerika. 1935 entstand ein Buch über Simón Bolívar, das in Südamerika als Standardwerk gilt. Karl Voßler charakterisierte Bolivar. Ruhm und Freiheit Südamerikas in der Frankfurter Zeitung als „[u]ngemein anschaulich, farbig und spannend“. In der National-Zeitung stand zu lesen: „Kienzl trägt die Leidenschaftlichkeit des historischen Geschehens in einer sachlich gehaltenen Sprache vor.“ – Seine Arbeit habe bleibenden Wert. Ein weiteres Buch erschien 1936 über José de San Martín und 1941 eines über Pedro I. und Pedro II., die „Kaiser von Brasilien“. Letzteres wurde trotz anerkennender Presse-Urteile, zum Beispiel von Curt Hotzel, von den Nationalsozialisten mit der Begründung, es sei „unerwünscht und die Staatssicherheit gefährdend“, verboten und beschlagnahmt. Das Verbot wurde später auf Betreiben des Ibero-Amerikanischen Instituts zurückgezogen, aber eine Neuauflage unterbunden, die deshalb erst 1951 erscheinen konnte. Kienzl verzichtete daraufhin vorsichtshalber auf das Verfassen eines Buches, das Freiheitshelden und Tyrannen am La Plata betitelt sein sollte.
Nach Berlin zurückgekehrt, häuften sich die Schwierigkeiten mit dem Reichsministerium für Volksaufklärung und Propaganda, doch Kienzl blieb ein „unbeeinflußbarer Liberalist“, wie ihn Walter Huder später nannte. Kienzl bezeichnete die NS-Zeit in seiner 1967 veröffentlichten Berliner Theatergeschichte als „Schreckensherrschaft“ und „Höllenspuk“.
In den ersten Nachkriegsjahren veröffentlichte er die (in Bibliotheken nicht nachweisbaren) Bücher Peter Rosegger, Alexander von Humboldts Reisen sowie Antonio José de Sucre. Ab den 1950er Jahren schrieb er Kritiken und Aufsätze in der Saarbrücker Zeitung, der Stuttgarter Zeitung, in Die Presse, im Tagesspiegel, in der Neuen Zürcher Zeitung, der Kölnischen Rundschau, der Frankfurter Neuen Presse und in Der Tag.
Ihm wurde nachgesagt, seine Kritiken kämen ohne altväterliche Überheblichkeit, eitle Wortspielerei und verletzende Schärfe aus. Des Weiteren fertigte er Übersetzungen und Lyrik-Nachdichtungen aus dem Spanischen und Portugiesischen an. In seinem vom Archiv der Akademie der Künste in Berlin aufbewahrten Nachlass finden sich auch Manuskripte von Theaterstücken. Für den Sender Freies Berlin (SFB) und für den RIAS produzierte er Hörspiele und Features.
1967 kam sein Buch Die Berliner und ihr Theater heraus, welches er seiner Frau, der Schauspielerin Irma Kienzl (beim Film unter diesem Namen, am Lessingtheater als Irma Bodo), widmete. Sein besonderes Interesse galt den österreichischen Dichtern Franz Grillparzer, Adalbert Stifter, Peter Rosegger und ganz besonders Johann Nestroy, dem er außer Zeitungsartikeln, einem Hörspiel und Hörfunkreportagen auch Lesungen und Vorträge widmete. Seine Großmutter hatte all diese Berühmtheiten noch persönlich getroffen.
Florian Kienzl fungierte als Vorstandsmitglied des Verbandes der Deutschen Kritiker und war Mitglied des künstlerischen Ausschusses sowie des Preisrichterkollegiums der Freien Volksbühne Berlin.
Er starb 1972 in seiner Wahlheimat Berlin.

## Buchveröffentlichungen
(Veröffentlichungen zwischen Kriegsende und Gründung der Bundesrepublik Deutschland nicht in Bibliotheken vorhanden.)
- Bolivar. Ruhm und Freiheit Südamerikas. Metzner, Berlin 1935.
  - Neue, verbesserte Auflage: Metzner, Berlin, 1943.
  - Als Band 1 der Reihe Südamerikanische Trilogie: Pontes-Verlag, Berlin 1948.
  - Weitere Ausgabe: Salzwasser Verlag, Paderborn 2012, ISBN 978-3-8460-0873-7.
- San Martín, Argentiniens großer Befreier und Staatengründer in Südamerika. Ein Lebensbild. Metzner, Berlin 1937.
- Kaiser von Brasilien. Herrschaft und Sturz Pedros I. und Pedros II. Propyläen-Verlag, Berlin 1942.
  - weitere Ausgaben: Volksverband der Bücherfreunde – Wegweiser-Verlag, Berlin 1952; Salzwasser Verlag, Paderborn 2012, ISBN 978-3-8460-1307-6.
- Deutschlands kulturelle Beziehungen zu Spanien. 1943.[2]
- Alexander von Humboldts Reisen. 1946.[3]
- Simon Bólivar. Steuben-Verlag, Berlin 1948.
- Antonio José de Sucre. 1948. (Es ist nicht das Hörspiel gemeint.)[3]
- Peter Rosegger. Ein Lebensbild. 1949.[2]
- Die Berliner und ihr Theater (= Berlinische Reminiszenzen; 14). Haude & Spenersche Verlagsbuchhandlung, Berlin 1967.

## Hörspiele (Auswahl)
- 1926: Ludwig Anzengruber: Der G'wissenswurm. Bauernkomödie mit Gesang in drei Akten (Michl) – Regie: Alfred Braun (Sendespiel (Hörspielbearbeitung) – Funk-Stunde Berlin)
- 1939: Antonio José de Sucre
- 1950: Johann Nestroy: Der Hagestolz (Bearbeitung (Wort)) – Regie: Karl Metzner (Hörspielbearbeitung – RIAS Berlin)
- 1952: Ein Sommertag bei Peter Rosegger
- 1954: Was die Großmutter erzählte
- 1961: Der unabhängige Schriftsteller – Theodor Fontane
- 1961: Mimerer, Philosoph und Possenschreiber – Johann Nestroy
- 1966: Friedrich II.: Die Schule der Welt (Bearbeitung (Wort)) – Regie: Nicht angegeben (Hörspielbearbeitung – RIAS Berlin)
- 1968: Florian Kienzl: Berlin wie es pfeift und klatscht – Unser Publikum im Theater – Regie: Jörg Jannings (Hörspiel – RIAS Berlin)
- 1973: Vasconcelos Maia: Sonne (Bearbeitung (Wort)) – Regie: Hans-Ulrich Minke (Hörspielbearbeitung – RIAS Berlin)